# Anđela Raković
Anđela Raković (Berane, 4. Septembar 1994) je crnogorska književnica, diplomirani pravnik, osnivač i direktor fime koja se bavi prodajom nekretnina.

## Biografija
Anđela Raković je rođena je 04.09.1994. godine u Beranama, a živi i radi u Frankfurtu. U rodnom gradu je završila gimnaziju ´´Panto Mališić´´, a kasnije diplomirala na Pravnom fakultetu u Podgorici. Nakon odlaska za Frankfurt, upisuje školu ekonomije koju uspješno završava. Počinje da radi za jednu građevinsku firmu, i kasnije sa stečenim iskustvom se odlučuje da pokrene sopstveni biznis.
Prvi roman ´´Boja tuge´´ objavila je sa šesnaest godina.  Anđela je autor i mnogih drugih romana poput ´´Rođeni pod istim nebom´´, ´´Kad suze progovore´´, ´´Ostadoše vinogradi´´, ´´Gram emocija´´, kao i romana ´´Remek djelo samoće´´ koji je objavljen na engleskom jeziku.
Jedno vrijeme je radila kao lektor i urednik, a često je mijenjala i mjesta stanovanja.
Anđela govori tri svjetska jezika: engleski, njemački i španski.

## Romani
- Boja Tuge (2011)
- Remek djelo samoće (2015)
- Rođeni pod istim nebom (2021)
- Kad suze progovore (2021)
- Ostadoše vinogradi (2021)
- Gram emocija (2021)